# Frédéric Dohou
Frédéric Dohou (Cotonou, 1961) è un politico e docente beninese.

## Biografia
Ha fondato l'Università di scienze e tecnologie del Benin nel 1996 e, dal 2009, è presidente del consiglio di amministrazione della Rete universitaria di scienze e tecnologie dell'Africa subsahariana, un consorzio di università in Africa subsahariana.